# Saïdja en Adindabrug
De Saïdja en Adindabrug (brug 162) is een vaste brug in Amsterdam Oud-West.
De verkeersbrug is gelegen in de Hoofdweg en overspant de Erasmusgracht. Ze dateert van 1928 (aanbesteding februari 1927, toen nog over het Kattegat), terwijl ze in 1926 al ontworpen was door de bruggenarchitect van de Dienst der Publieke Werken Piet Kramer. De brug is ontworpen in de stijl van de Amsterdamse School, maar dan wel een vroege versie. De invloeden van Jo van der Mey zijn nog te zien in de brugpijlers. Kramer is verantwoordelijk voor de afwisseling van baksteen en natuursteen, ook in de sierlijke siersmeedijzeren balustrades is zijn hand terug te vinden. Tijdens het opleveren van de brug lag ten noorden van de brug open veld met zandweg tot aan het dorp Sloterdijk met als eerste bebouwing een noodschool. De brug werd rijkelijk breed gebouwd, de gemeente zag de Hoofdweg toen als optimale verbinding tussen de Haarlemmerweg en het Olympisch Stadion, de Olympische Zomerspelen 1928 werden in de stad gehouden. Verkeer uit de richting Haarlem kan zo buiten de stad gehouden worden. Het laatste deel tussen Bos en Lommerplein en Haarlemmerweg is er nooit gekomen, niet eerder dan bij de voltooiing van dat deel van de Rijksweg 10, Einsteinweg genaamd.
Rond 2006 werd de brug gerenoveerd, samen met andere bruggen rondom het Erasmuspark. De brug kreeg toen ook haar naam, een verwijzing naar het verhaal van Saïdjah en Adinda van Douwes Dekker. De brug bood langere tijd uitzicht op het noordwestelijk van de brug gelegen GAK-gebouw aan het Bos en Lommerplantsoen, ooit een van de grootste kantoorgebouwen van Nederland. 
<<< · 100 · 101 · 102 · 103 ·  105 · 106 · 107 · 108 · 109 ·  110 · 111 · 112 · 113 · 114 · 115 · 116 · 117 · 118 · 119 · 120 · 121 · 122 · 123 · 124 · 125 · 126 · 127 · 128 · 129 · 130 · 131 · 132 · 135 · 136 · 137 · 138 · 139 · 140 · 141 · 142 · 143 · 144 · 145 · 146 · 147 · 148 · 149 ·  150 · 151 · 152 · 155 · 156 · 159 · 160 · 161 · 162 · 163 · 164 · 165 · 166 · 167 · 168 · 169 ·  170 · 171 · 172 · 173 · 174 · 175 · 176 · 177 · 178 · 179 · 180 · 181 · 182 · 183 · 184 · 185 · 186 · 187 · 189 · 190 · 191 · 192 · 193 · 194 · 195 · 196 · 198 · 199 · >>>
Brugnummers 104, 133, 134, 153, 154, 157, 158, 188 en 197 zijn niet (meer) in gebruik.